# Northumbria
Northumbria (óangolul: Norþanhymbra riċe) egy állam volt a középkori angolszász Angliában i. sz. a 7. század és a 10. század között. Fővárosa Bebbanburg (Bamburgh) volt, mely az első király, Æthelfrith feleségéről, Bebbáról kapta a nevét.

## Története
Northumbria 604-ben jött létre, amikor Æthelfrith, Bernicia királya uralma alá vonta Deira királyságát. Æthelfrith skót és walesi területeket is hozzácsatolt. Katonai fénykorát a hetedik században élte, Eadwine (616–632), Oswald (633–641) és Oswio (641–670) uralkodása idején.
Northumbria aranykora a hetedik és nyolcadik században volt, kolostorai egész Nyugat-Európa kulturális életére hatással voltak. Itt élt és dolgozott a teológiai és történetírói munkásságáról világszerte ismert Szent Béda. Az aranykornak a vikingek érkezése vetett véget, majd 944-ben Northumbria megszűnt önálló királyság lenni, Anglia alá tartozó grófság lett.